# Монтагано
Монтагано (итал. Montagano) —  коммуна в Италии, располагается в регионе Молизе, в провинции Кампобассо.
Население составляет 1248 человек (2008 г.), плотность населения составляет 48 чел./км². Занимает площадь 26 км². Почтовый индекс — 86023. Телефонный код — 0874.
Покровителем коммуны почитается святой Александр Римский, празднование 10 июля.

## Демография
Динамика населения:

## Администрация коммуны
- Официальный сайт: http://www.comune.montagano.cb.it